# 3567 Alvema
3567 Alvema је астероид главног астероидног појаса чија средња удаљеност од Сунца износи 2,788 астрономских јединица (АЈ).
Апсолутна магнитуда астероида је 12,5.